# Soldeu
Soldeu (katalanskt uttal: [sulˈdew]) är en ort i kommunen (parròquia) Canillo i Andorra. Det är en vintersportort, belägen i Pyrenéerna. Orten hade 587 invånare (2021).

## Sport och fritid
Tävlingar vid världscupen i alpin skidåkning 2011/2012 och 2015/2016 hölls där. I Soldeu arrangerades även finaltävlingarna vid världscupen i alpin skidåkning 2018/2019.